# Spezzano Albanese
Spezzano Albanese – miejscowość i gmina we Włoszech, w regionie Kalabria, w prowincji Cosenza.
Według danych na rok 2004 gminę zamieszkiwało 7038 osób, 213,3 os./km².